# クーロンズ・ボール・パレード
『クーロンズ・ボール・パレード』は、原作：鎌田幹康、作画：福井あしびによる日本の漫画。『週刊少年ジャンプ』（集英社）において、2021年11号から同年31号まで連載された。2021年2月1日より同誌にて4号連続でスタートした新連載作品のテレビCMが放送され、本作のCMは若手ヒップホップアーティスト・SUSHIBOYSの書き下ろしによるラップがBGMに使用された。

## あらすじ
甲子園常連の名門・白凰学院のセレクションに訪れた小豆田玉緒は、一次審査の体力テストをどうにか通過する。続く二次審査の実技テストでは、龍堂太央と急造バッテリーを組む。そして、巧みなリードで相手打者をねじ伏せ、見事チームの勝利に貢献する。しかし、玉緒は「頭脳派捕手は必要としていない」という理由でセレクションに落選。失意の中、合格を辞退した太央に二人でバッテリーを組んで野球をしたいと告げられる。その時、唐突に黒龍山高校の理事長の孫娘の黒滝かりんに声をかけられ、10年前に廃部となった野球部を一から立て直すために部員集めを始める。

## 登場人物
声はジャンプ公式YouTubeチャンネルのボイスコミックのもの。

### 黒龍山高校
西東京の古参。通称「九匹の龍（クーロンズ）」。1979年から1981年の3年間、白凰学院と激闘を繰り広げて勝利を収めたことで知られるが、その後は低迷が続いて10年前からは廃部になっていた。しかし、理事長の孫娘・かりんの意向により、「新生クーロンズ」として再起を図る。

#### 選手【黒龍山】
小豆田 玉緒（あずきだ たまお）
声 - 小池貴大
本作の主人公。白凰学院のセレクション不合格者。捕手、右投右打。打順は7番。
低身長とレンズの大きい眼鏡が特徴。家族を除けば、誰に対しても敬語敬称で接する。マメな努力家であり、日々トレーニングを欠かさず行っているほか、めぼしい選手の個人データを細かく記憶している。身体能力は突出して高くないものの、優れた分析力・配球センスを有している（福々地曰く「フィジカルを頭脳で補う選手」）。
以前より白凰高校野球部に憧れており、セレクションを受験する。一次選考の項目すべてをギリギリで合格したものの、最終的にフィジカルの弱さを理由に落選する。しかし、急造バッテリーを組んだ龍堂太央に「共に野球をしないか？」と誘われ、さらに偶然通りかかった黒滝かりんのスカウトを受け、黒龍山への入部を決めた。
持ち前のデータに加え、優れた着眼点と発想力を発揮し、チームの中枢を担っていく。有望選手のほとんどが他校へ進学することを踏まえ、クーロンズ復活には「訳ありの逸材選手を集める以外にない」という考えの元、次々とプランを立案する。しかし、入学時までに全ポジションの選手をスカウトで揃えることは叶わず、追加入部してきた3人で残りのポジションを補うことになった。
龍堂 太央（りゅうどう たお）
声 - 上村源
本作の準主人公。白凰学院のセレクション合格者。投手、右投右打。打順は6番。
訛りと逆立ったヘアスタイルが特徴。掴みどころのない飄々とした性格だが、基本的には明るいムードメーカー。玉緒と同じく、誰に対しても敬称を使う。田舎にある養護施設で育った孤児。野球に付き合ってくれる児童がおらず、いつも独りで投球練習を行っていた。
中学時代はまったくの無名だったが、抜群の投球センスを有する。制球力はアバウトだが、凄まじい球威を発揮する（玉緒曰く「超高校級」）。後にパラシュートチェンジを習得する。その反面、当初はベースランニングの存在すら知らなかったなど、野球に関する基礎知識に乏しい。
最終選考では玉緒とバッテリーを組み、そのポテンシャルを遺憾なく発揮する。めでたく合格を勝ち取ったものの、玉緒を唯一無二のパートナーと認めて入部を辞退し、彼を追ってクーロンズ復活に一役買った。
剣 義鷹（つるぎ よしたか）
玉緒たちが勧誘した最初の仲間。渕ヶ丘中学校出身。三塁手、右投右打。打順は4番。
精悍な顔立ちとセンター分けの長髪が特徴。非常に生真面目だが、融通の利かない頑固な性格。恵まれた体格と卓越した打撃センスを誇り、全国レベルの強打者として知られる（玉緒曰く「超A級」）が、守備面ではいささか難がある。実家は玩具屋「ぺんぎん」を営んでいる。
幼い時に母が亡くなり、店は父一人で経営していたが、その父も病気で体が不自由になってしまったため、野球をやめて店の仕事を継ぐと決めていた（しかし父は彼が野球をやめることを望んでいなかった）。しかし、玉緒・龍堂・かりんの3人も店の仕事を手伝うことを提案し、一部始終を聞いていた父からの後押しもあって黒龍山への入部を決めた。性格が正反対の椿とは気が合わず、協調性に欠ける彼の言動に腹を立てて叱りつけたり、耳をつねるなどたびたびある一方で、白鳥に対しても臆することなく自分を信じたり、校内放送を使って熱弁を振るった際には彼の意気に感じ入って教師を説得したりと、互いを認め合う発言も見られている。
椿 凛之丞（つばき りんのじょう）
玉緒たちが勧誘した2人目の仲間。有栖川中学校、湊・綾辻シニア出身。遊撃手、右投左打。打順は1番。身長169cm、体重54kg。水瓶座。
中性的な顔立ちと結んだ後ろ髪が特徴。反射神経に優れた守備職人。選手としては一流だが、極めて自己中心的なナルシスト。毒舌家かつお調子者で勝手気ままに自分の主張を通そうとする性格で、審判の判定など気に入らないことがあると試合の場でも平気で暴れる短気な面もあるため、中学でのチームメイト達や監督からは実力以外は良く思われていなかった。難のある性格からチームを追われ高校からのスカウトも絶望視されていたが、その性格を抜きにして自分の実力を純粋に評価してくれる玉緒たちの勧誘に感激し、かりんの口達者なおだてにも乗せられて、黒龍山への入部を二つ返事で受け入れた。
剣とは性格や価値観が正反対なため、互いの実力は認めながらも気が合わず、入部後も事あるごとに協調性皆無な言動をして剣に叱られている。一方で白鳥(および白鳳野球部)との実力差を思い知ってチームが意気消沈する中、ほぼ唯一闘志を絶やすことなくチームの覇気を取り戻させたい一心で自分なりにチームのためにできることを模索するなど、大言壮語に違わない実行力と責任感も併せ持っている。
木戸 修平（きど しゅうへい）
玉緒たちが勧誘した3人目の仲間。双葉西中学校出身。一塁手、右投右打。打順は3番。
若干クセのある短髪が特徴。控えめな性格だが、常に周囲のことを気にかけ、試合では部員たちが最大限に力を発揮できるよう適切な采配を振ることができるキャプテンシーの持ち主で、玉緒と共通する軍師のような頭脳タイプの選手。堅実なプレースタイルで、玉緒と同様の優れた選球眼を除けば、際立った特技はないものの、全ての項目で平均以上のポテンシャルを有する（玉緒曰く「隠れた名選手」）。双葉西中では副キャプテンとして常にキャプテンを立てる役目に徹しており、彼自身はキャプテンと違って強豪校からの誘いもなく普通の高校に進むつもりでいたが、自分の目立たない能力を高く評価してくれた玉緒の熱心な勧誘に心を動かされて入部を決めた。
寅本 大河（とらもと たいが）
志願入部してきた最初の仲間。大平第二中学校出身。左翼手、左投左打。打順は5番。
猫目とヘアバンド、ギザギザした歯並びが特徴。強引で口うるさいが、面倒見のよい性格。剣に劣らぬ体格に加え、並外れたパワーを有する大型外野手。しかし、本塁打を除けば三振ばかりで打率が低く、非常にムラのある打撃成績が難点のため、高校からのスカウトは全くなかった。
剣に対して一方的にライバル意識を抱いており、前述の理由で中2の時から試合に出場しなくなった剣が黒龍山に入部したと聞いて、彼と直接勝負するために黒龍山に押しかける形で入部した。
洞口 依夜（ほらぐち いよ）
寅本の幼馴染。同じく大平第二中学校出身。二塁手、右投左打。打順は2番。
半開きの目とマッシュルームカットが特徴。玉緒よりも小柄だが、守備・走塁に関しては一流。その俊足は他校の選手からも高く評価されている。しかし、本人は非常にネガティブで臆病な性格のため、上下関係の厳しい強豪校に入るのが嫌でスカウトをことごとく断り続けていた。
そのような折、黒龍山の野球部が新入部員ばかりで上下関係がない点に目を付けた寅本から強引に誘われ、寅本と一緒に黒龍山に入部する形となった。
吉沢（よしざわ）
追加入部してきたメンバーの1人。玉緒たちと同学年。中堅手。打順は8番。
長身に坊主頭が特徴。黒龍山の噂を聞いて入学してきた。小・中学と野球部におり、センスは確かな模様。
田島（たじま）
追加入部してきたメンバーの1人。玉緒たちの2学年上。右翼手。打順は9番。
テクノカットが特徴。リトルリーグの経験がある。かれんに好意が抱いているらしく、周りには秘密にしている。
鍋田（なべた）
追加入部してきたメンバーの1人。玉緒たちの1学年上。補欠。
小太りな体型が特徴。野球経験はなく好奇心だけで入部してきたが、練習には真面目に参加している。

#### 首脳陣【黒龍山】
黒滝 かりん（くろたき かりん）
声 - 咲谷怜奈
本作のヒロイン兼狂言回し。理事長の孫娘であり、新生クーロンズの立役者（実質的にはマネージャー）。1年生。
赤いリボンが特徴。可愛らしい容姿をしているが、エキセントリックかつ無鉄砲な性格。野球に対する情熱と行動力は高いものの、計画性などは皆無に等しい。突飛な言動により周囲を呆れさせることが多いものの、責任感はとても強い。
重度の野球オタクであり、往年のプロ野球について詳しい。
理事長（仮称）
声 - 津田拓真
かりんの祖父。
禿げ上がった白髪が特徴。孫思いな優しい性格だが、クーロンズ復活には消極的。

### 白凰学院
西東京最強の強豪。総勢50人もの分析班を擁しており、入部条件として屈強なフィジカルが求められる。

#### 選手【白凰】
白鳥 四郎（しらとり しろう）
潔の四男。1年生。投手、左投左打。
端正な顔立ちとピアスが特徴。眉目秀麗で物腰も柔らかいが、その本性は父親譲りのサディスト。愉悦に浸ると、不敵な笑みを浮かべる。選手としては超一流（玉緒曰く「正真正銘の天才投手」）。特にウィニングショットのカッターは凄まじい切れ味を誇る。
九ノ城 大地（くのしろ だいち）
声 - 朝城かずあき
セレクション合格者。アメリカ合衆国からの帰国子女。捕手、右投右打。
筋骨隆々で濃い顔立ちが特徴。一次選考では他を圧倒する好成績を収めたが、続く二次選考では玉緒・龍堂バッテリーの前に抑え込まれてしまう。しかし、福々地の判断により玉緒を差し置いて合格者に選ばれた。

#### 首脳陣【白凰】
白鳥 潔（しらとり きよし）
本作のキーパーソン。白凰学院理事長および白凰学院グループ総帥。
杖をついた白髪の老人。息子たちからは「父様」と呼ばれている。非常に執念深く、サディスティックな性格。かつて黒龍山に3連敗を喫した過去を根に持ち続けている。
白鳥 二郎（しらとり じろう）
潔の次男。教師および野球部コーチ主任。壮年。
福々地（ふくふくじ）
声 - 鳩岡大輔
スカウト部長。41歳。薄毛が特徴。常に丁寧口調で話す。

### ライバル校
東雲 北斗 / 阿南（しののめ ほくと / あなん）
湊シニアに所属し、鹿翠館高校に進学した双子選手。どちらも内野手だが、正式なポジションは不明。兄の北斗は眼鏡なしでは他人の顔をまったく認識出来ないほど重度の近眼。作品本編では鹿翠館は紅駒大付属に敗れ、黒龍山と対戦はしていない。
火伏 一騎（ひぶせ いっき）
紅駒大付属高校の一年生ながら、エース投手でかつ4番打者。野球経験は高校に入学してから、という才能にあふれたマルチアスリート。龍堂の全力のストレートを本塁打するほどの打力を持っており、さらに剣を三振に取るほどの投手としてのスキルを持ち合わせている。

## 書誌情報
- 原作：鎌田幹康、作画：福井あしび 『クーロンズ・ボール・パレード』 集英社〈ジャンプ・コミックス〉、全3巻
  1. 「夢の始まり」2021年6月4日発売[12]、ISBN 978-4-08-882681-3
  2. 「臥竜目覚む」2021年8月4日発売[13]、ISBN 978-4-08-882730-8
  3. 「僕達の野球」2021年10月4日発売[14]、ISBN 978-4-08-882789-6